# Snowboarden op de Olympische Winterspelen 2014 - Snowboardcross vrouwen
De snowboardcross voor vrouwen tijdens de Olympische Winterspelen 2014 vond plaats op 16 februari 2014 in het Rosa Choetor Extreme Park in Krasnaja Poljana. Regerend olympisch kampioene was de Canadese Maëlle Ricker, maar zij werd in de kwartfinales uitgeschakeld.
Het onderdeel begon met een kwalificatieronde die uit twee individuele runs bestaat. De snowboardsters die in de eerste run bij de beste twaalf eindigden, kregen als eerste een plek in de kwartfinales toebedeeld en hoevden geen tweede run te doen. De andere plekken in de kwartfinales werden na een tweede run verdeeld op basis van het beste resultaat over beide runs. Een slecht resultaat in de plaatsingsronde leidde dus tot een ongunstige uitgangspositie in de kwartfinales. In de kwartfinales legden telkens zes deelneemsters tegelijkertijd het parcours af. De snelste drie gingen door naar de volgende ronde.

## Tijdschema
| Datum       | Lokale tijd | MET   | Ronde        |
| ----------- | ----------- | ----- | ------------ |
| 16 februari | 11:00       | 08:00 | Kwalificatie |
| 16 februari | 13:15       | 10:15 | Finales      |

## Uitslag

### Plaatsingsronde
| #  | Bib | Naam                  | Land             | 1e run  | 2e run  | Beste run | Opm, |
| -- | --- | --------------------- | ---------------- | ------- | ------- | --------- | ---- |
| 1  | 5   | Eva Samková           | Tsjechië         | 1.20,61 |         |           |      |
| 2  | 15  | Lindsey Jacobellis    | Verenigde Staten | 1.21,40 |         |           |      |
| 3  | 16  | Dominique Maltais     | Canada           | 1.22,26 |         |           |      |
| 4  | 11  | Maëlle Ricker         | Canada           | 1.22,44 |         |           |      |
| 5  | 13  | Charlotte Bankes      | Frankrijk        | 1.23,12 |         |           |      |
| 6  | 14  | Yuka Fujimori         | Japan            | 1.23,22 |         |           |      |
| 7  | 19  | Belle Brockhoff       | Australië        | 1.23,22 |         |           |      |
| 8  | 10  | Nelly Moenne Loccoz   | Frankrijk        | 1.23,50 |         |           |      |
| 9  | 2   | Faye Gulini           | Verenigde Staten | 1.23,96 |         |           |      |
| 10 | 23  | Sandra Daniela Gerber | Zwitserland      | 1.24,10 |         |           |      |
| 11 | 8   | Aleksandra Jekova     | Bulgarije        | 1.24,29 |         |           |      |
| 12 | 18  | Isabel Clark Ribeiro  | Brazilië         | 1.24,31 |         |           |      |
| 13 | 12  | Chloé Trespeuch       | Frankrijk        | 1.24,47 | 1.23,43 | 1.23,43   |      |
| 14 | 9   | Zoe Gillings          | Groot-Brittannië | 1.24,72 | 1.23,78 | 1.23,78   |      |
| 15 | 22  | Torah Bright          | Australië        | 1.25,32 | 1.23,96 | 1.23,96   |      |
| 16 | 24  | Déborah Anthonioz     | Frankrijk        | 1.24,78 | 1.24,23 | 1.24,23   |      |
| 17 | 21  | Maria Ramberger       | Oostenrijk       | 1.24,55 | 1.24,45 | 1.24,45   |      |
| 18 | 3   | Michela Moioli        | Italië           | 1.24,72 | DNS     | 1.24,72   |      |
| 19 | 7   | Raffaella Brutto      | Italië           | 1.25,11 | DNS     | 1.25,11   |      |
| 20 | 4   | Simona Meiler         | Oostenrijk       | 1.25,17 | 1.25,47 | 1.25,17   |      |
| 21 | 20  | Susanne Moll          | Oostenrijk       | 1.25,43 | DSQ     | 1.25,43   |      |
| 22 | 17  | Bell Berghuis         | Nederland        | 1.28,19 | 1.28,70 | 1.28,19   |      |
|    | 1   | Helene Olafsen        | Noorwegen        | DNF     | DNS     | DNF       |      |
|    | 6   | Jacqueline Hernandez  | Verenigde Staten | DNF     | DNS     | DNF       |      |

### Kwartfinales
Heat 1
| #   | Bib | Naam                 | Land | Opm. |
| --- | --- | -------------------- | ---- | ---- |
| 1   | 1   | Eva Samková          | CZE  | Q    |
| 2   | 8   | Nelly Moenne Loccoz  | FRA  | Q    |
| 3   | 9   | Faye Gulini          | USA  | Q    |
| 4   | 16  | Déborah Anthonioz    | FRA  |      |
| 5   | 17  | Maria Ramberger      | AUT  |      |
| DNS | 24  | Jacqueline Hernandez | USA  |      |

Heat 2
| #   | Bib | Naam                 | Land | Opm. |
| --- | --- | -------------------- | ---- | ---- |
| 1   | 13  | Chloé Trespeuch      | FRA  | Q    |
| 2   | 20  | Simona Meiler        | SUI  | Q    |
| 3   | 21  | Susanne Moll         | AUT  | Q    |
| 4   | 12  | Isabel Clark Ribeiro | BRA  |      |
| 5   | 5   | Charlotte Bankes     | FRA  |      |
| DNF | 4   | Maëlle Ricker        | CAN  |      |

Heat 3
| # | Bib | Naam              | Land | Opm. |
| - | --- | ----------------- | ---- | ---- |
| 1 | 3   | Dominique Maltais | CAN  | Q    |
| 2 | 11  | Alexandra Jekova  | BUL  | Q    |
| 3 | 14  | Zoe Gillings      | GBR  | Q    |
| 4 | 19  | Raffaella Brutto  | ITA  |      |
| 5 | 22  | Bell Berghuis     | NED  |      |
| 6 | 6   | Yuka Fujimori     | JPN  |      |

Heat 4
| #   | Bib | Naam                  | Land | Opm. |
| --- | --- | --------------------- | ---- | ---- |
| 1   | 2   | Lindsey Jacobellis    | USA  | Q    |
| 2   | 18  | Michela Moioli        | ITA  | Q    |
| 3   | 7   | Belle Brockhoff       | AUS  | Q    |
| 4   | 10  | Sandra Daniela Gerber | SUI  |      |
| 5   | 15  | Torah Bright          | AUS  |      |
| DNF | 23  | Helene Olafsen        | NOR  |      |

### Halve finales
Heat 1
| #   | Bib | Naam                | Land | Opm. |
| --- | --- | ------------------- | ---- | ---- |
| 1   | 1   | Eva Samková         | CZE  | Q    |
| 2   | 13  | Chloé Trespeuch     | FRA  | Q    |
| 3   | 9   | Faye Gulini         | USA  | Q    |
| 4   | 8   | Nelly Moenne Loccoz | FRA  |      |
| DSQ | 21  | Susanne Moll        | AUT  |      |
| DSQ | 20  | Simona Meiler       | SUI  |      |

Heat 2
| # | Bib | Naam               | Land | Opm. |
| - | --- | ------------------ | ---- | ---- |
| 1 | 3   | Dominique Maltais  | CAN  | Q    |
| 2 | 11  | Aleksandra Jekova  | BUL  | Q    |
| 3 | 18  | Michela Moioli     | ITA  | Q    |
| 4 | 14  | Zoe Gillings       | GBR  |      |
| 5 | 7   | Belle Brockhoff    | AUS  |      |
| 6 | 2   | Lindsey Jacobellis | USA  |      |

### Finale
Grote finale
| #      | Bib | Naam              | Land |
| ------ | --- | ----------------- | ---- |
| Goud   | 1   | Eva Samková       | CZE  |
| Zilver | 3   | Dominique Maltais | CAN  |
| Brons  | 13  | Chloé Trespeuch   | FRA  |
| 4      | 9   | Faye Gulini       | USA  |
| 5      | 11  | Aleksandra Jekova | BUL  |
| DNF    | 18  | Michela Moioli    | ITA  |

Kleine finale
| #   | Bib | Naam                | Land |
| --- | --- | ------------------- | ---- |
| 1   | 2   | Lindsey Jacobellis  | USA  |
| 2   | 7   | Belle Brockhoff     | AUS  |
| 3   | 14  | Zoe Gillings        | GBR  |
| 4   | 20  | Simona Meiler       | SUI  |
| 5   | 8   | Nelly Moenne Loccoz | FRA  |
| DNS | 21  | Susanne Moll        | AUT  |